# Шомберки (Битом)
«Шомбе́рки Би́том» (пол. Szombierki Bytom) — професіональний польський футбольний клуб з міста Битом.

## Історія
21 лютого 1919 року був організований спортивний клуб, який отримав назву «Товариство Спортивне „Понятовскі“». Наприкінці Другої світової війни клуб розформовано.
Після Другої світової війни у 1945 році клуб відновив діяльність під назвою «Копальня Шомбєркі». У 1949 році команда дебютувала у чемпіонаті Польщі, зайнявши 10-е місце. У 1949 році рішенням польських влад клуб перейменовано на «Гурник Битом-Шомбєркі». У 1951 році місцевість Шомбєркі була приєднана до міста Битом. У 1952 команда дійшла до півфіналу Кубку Польщі. У 1957 року клуб отримав свою сучасну назву «Шомбєркі Битом».
У 1963 році клуб авансував до І ліги, а вже у 1965 році здобув срібні медалі чемпіонату. У 1972 році понизився у класі, але за рік повернувся до найвищої ліги. У 1980 році клуб здобув чемпіонство і дебютував в європейських турнірах. У 1984 році знову понизився у класі, потім виступав ще у найвищі лізі у 1984—1986 роки і в сезоні 1992/93.
У липні 1997 року «Шомбєркі» об'єдналася з іншим битомським клубом «Полонією», але 1 грудня 1998 року клуби розійшлися. На початку 2007 клуб знався з розіграшу чемпіонату, але вже улітку знову заявився у регіональній лізі.

### Назви
Колишні назви:
- 21.02.1919: ТС Понятовскі (пол. TS [Towarzystwo Sportowe] Poniatowski)
- 1944: розформовано
- 1945: РКС Копальня Шомбєркі (пол. RKS [Robotniczy Klub Sportowy] Kopalnia Szombierki)
- 1949: ЗКС Гурник Битом-Шомбєркі (пол. ZKS [Związkowy Klub Sportowy] Górnik Bytom-Szombierki)
- 1957: ГКС Шомбєркі Битом (пол. GKS [Górniczy Klub Sportowy] Szombierki Bytom)
- 1997: ТС Полонія/Шомбєркі Битом (пол. TS Polonia/Szombierki Bytom)
- 1998: ТС Шомбєркі Битом (пол. TS Szombierki Bytom)

## Титули та досягнення
- Чемпіонат Польщі:
  - чемпіон (1): 1980
  - срібний призер (1): 1965
  - бронзовий призер (1): 1981
- Кубок Польщі:
  - півфіналіст (5): 1952, 1963, 1966 (дубль), 1973, 1979

Участь у євротурнірах:
- Кубок чемпіонів УЄФА:
  - 1/8 фіналу: 1980/1981
- [[Файл:|16px]] Кубок УЄФА/Ліга УЄФА:
  - 1/32 фіналу: 1981/1982